# Готтфрід Гоффман
Готтфрід Гоффман (Gottfried Hoffman, також пол. Godfred Hoffmann р. нар. та см. невідомі) — сілезький архітектор XVIII ст.

## Життєпис
Походив із Вроцлава. На замовлення Миколи Василя Потоцького спроєктував Церкву Воздвиження Чесного Хреста (або Хрестовоздвиженську церкву) монастиря отців василіян у Бучачі. Використовував поєднання традицій Львівської — на чолі з Бернардом Меретином — та Віленської — засновником якої вважається Йоган Кристоф Глаубіц — архітектурних шкіл. Автор проєкту перебудови Почаївського монастиря (зокрема, проєкту Успенського собору). 20 лютого 1771 року уклав контракт на будівництво нового храму. Однак виникла потреба експертизи будівництва. Навесні 1775 року для ревізії виконаних робіт і корекції проєктів було запрошено львівського архітектора Петра Полейовського, який 20 квітня 1775 року склав письмовий звіт про обстеження і запропонував значні зміни до вже існуючого проєкту, так що, на думку Збіґнева Горнунґа, власне його можна вважати фактичним автором проєкту Пізніше, новий проєкт усього комплексу доручили розробити Францискові Кульчицькому, який також мав керувати будівництвом.
1770 року невідомий архітектор з Почаєва розробив проєкт нової церкви та келій львівського монастиря святого Онуфрія. Через подібність із почаївським храмом, львівський дослідник Володимир Вуйцик припускав, що проєктантом був саме Готфрід Гоффман. У 1765–1771 роках Гоффман займався відбудовою замку Юзефа Оссолінського в Ліську.